# Liste des paroisses civiles du Merseyside

Localisation du comté de Merseyside en Angleterre.

Cet article présente la liste des paroisses civiles du comté cérémoniel de Merseyside, en Angleterre. La majeure partie du comté n'est pas découpée en paroisses.

## Liste des paroisses civiles
- Aintree Village
- Billinge Chapel End
- Bold
- Cronton
- Eccleston
- Formby
- Halewood (ville)
- Hightown
- Ince Blundell
- Knowsley
- Little Altcar
- Lydiate
- Maghull (ville)
- Melling
- Prescot (ville)
- Rainford
- Rainhill
- Sefton
- Seneley Green
- Thornton
- Whiston (ville)
- Windle

## Liste des localités sans paroisse
- Bebington
- Birkenhead
- Bootle
- Crosby
- Haydock
- Heswall
- Hoylake
- Huyton with Roby
- Kirkby
- Litherland
- Liverpool
- Newton-le-Willows
- Southport
- St Helens
- Tarbock
- Wallasey